# 箱森ゆめ
箱森 ゆめ（はこもり-）は、日本の女性声優。主にアダルトゲームに出演している。

## 出演

### ゲーム
- 雨音スイッチ 〜やまない雨と病んだ彼女そして俺〜（2013年、里中 雨音）
- Officer's〜女捜査官達の淫獄・ボイス版〜（真行寺 美津音）
- 少女退魔師美里〜淫獄の復讐者〜（羽沢）
- 孕ら☆みん!! 〜催眠中だし子づくり宣言〜（小泉 とうあ）
- 孕ら☆カノ!! 〜あの娘とラブラブ孕ぼて性活〜（橘 栞、藤乃 蓮）
- 孕ら☆ちゅちゅっ!! 〜咬めばあの娘もHな天使〜（永守 恵菜、リン・リンメイ）
- ひとづままん!! 〜孕んだくノ一妻みごろ〜（燦乃 伊智代、水寿美 閑）
- ままん教室 〜未来のHなお勉強〜（神崎冴羅）

### ラジオドラマ
- Jaki☆心の中の天邪鬼〜素直になりたい貴方へ〜（Jaki）

### その他
- ビデオナレーションサービス